# Isabel da Escócia
Isabel da Escócia, também conhecida como Isabel Stuart (em inglês: Isabella Stewart; Perth, 1426 — 13 de outubro de 1494) era a segunda filha do rei Jaime I da Escócia e de Joana Beaufort Foi a segunda consorte de Francisco I, Duque da Bretanha.